# 범주론
범주론(範疇論, 영어: category theory)은 수학 용어로,  수학적 구조와 그들 간의 관계를 범주(영어: category)라는 추상적인 개념으로써 다루는 이론이다. 어떠한 '구조'를 가진 대상 및 그 구조를 반영하는 대상 사이의 사상들의 모임이 '범주'를 이룬다.
오늘날 범주는 추상대수학을 비롯하여 수학의 많은 분야를 다루고 있으며, 특히 이론 컴퓨터 과학이나 수학기초론, 수리물리학과의 연관성이 대두되고 있다. 이외에 범주 이론(範疇理論), 카테고리론, 카테고리 이론 등의 명칭으로도 불린다.

## 역사
범주론은 다양한 계층의 수학적 구조들로부터 공통적인 성질을 이끌어내려고 하는 노력으로부터 시작되었다. 우선 범주의 개념은 사무엘 에일렌베르크와 손더스 매클레인이 1942 ~ 1945년 경에 대수적 위상수학에서 영감을 얻어 도입했다.
20세기 전반부에는 집합론이 수학 자체를 이해하는 도구로서 대두되었다. 이것은 수학의 이론이란 것은 모두 어떤 대상을 가지고 있으니, 이 대상의 모임을 집합이라 부르고 각각의 대상은 이 집합의 원소로 본다는 방법이다. 그러나 이런 대상을 이해하려면 집합만으로는 부족하며 이와 유사한 집합 사이의 관계를 파악함으로써만 가능하다는 사실을 곧바로 파악하여 두 집합 사이의 관계(relation), 특히 함수(function)을 통해 이해한다는 집합론을 만들었다.
그런데 호몰로지 이론이 나오기 이전까지 위상공간은 위상공간 사이의 문제만 생각했고 따라서 연속함수나 준동형 사상(homomorphism)을 공부한 반면, 대수학에서는 군, 환, 체 등을 생각했고 그들 사이의 준동형 사상이나 동형 사상(isomorphism)만을 생각하면 된다고 생각했다. 그런데 새로이 호몰로지 이론이 개발되면서 위상공간마다 군이나 가군(module)을 대응시키고 연속함수(continuous map)마다 준동형 사상을 대응시키는 생각을 하니 이전에는 알지 못했던 엄청난 것을 알 수 있게 되었다. 
이런 대응도 함수임에는 틀림 없지만 우리가 생각할 때는 위상공간 전체의 모임에서 군 전체의 모임으로 한꺼번에 대응시키므로 뭔가 새로운 말을 만들 필요가 있었다.(사실 이런 대상 전체의 모임이 집합이 되기에는 너무 크다는 것도 다른 용어의 필요성을 제기했다.) 그래서 이런 어떤 구조를 갖는 대상 전체의 모임 (위상공간의 모임, 군의 모임, 등등)을 범주(category)라고 부르고, 두 범주 사이의 대응을 대응관계(functor)라고 부르기로 하였다. 그런데 호몰로지 이론을 잘 들여다 보면 이 대응관계만 알면 이 이론의 결과를 얻게 된다는 것을 알 수 있었다. 즉, 우리는 범주의 여러 성질을 알아내는데 그 성질은 대응관계가 다 가지고 있다는 것이다. 여기서 집합론으로 돌아가 보아도 마찬가지 사실을 알 수 있다. 어떤 집합의 성질에 대하여 알고 싶은데 이 집합의 원소는 전혀 보지 않고 이 집합에서 나오고 들어가는 함수들 전체의 합성관계만 다 알면 이 집합의 집합으로서의 성질을 다 알 수 있다는 사실을 알게 되면서 집합과 원소의 성질을 결정하는 것은 원소 자신이 아니라 함수라는 새로운 사실이 중요한 사실로 대두되었다.
그래서 구체적인 범주(위상공간의 범주, 군의 범주등)에 대한 이야기 말고, 일반적인 범주의 이론을 만들려면, 집합론처럼 무정의 술어를 써서 공리적으로 만들듯 이 개념의 핵심을 잡아야 하는데, 결국 핵심은 우리가 대상(object)이라 잡는 범주의 원소들은 중요하지 않고 이들 사이의 함수에 해당하는 사상(morphism)의 합성관계만이 필요하니까 대상은 집합이라던가 하는 가정할 필요가 없어지게 되었다. 즉 대상 자체는 원소를 가질 필요가 없는 무정의 술어이고 사상도 더 이상 함수일 필요 없이, 이들이 어떤 식으로 합성되는지 그 작용소만 정의되었다고 해도, 호몰로지 이론에서 하던 것과 같은 모든 이야기를 할 수 있다. 그리고 마음만 먹으면 이 사상에서부터 대상에 어떤 원소가 있는지도 어느 정도 알아낼 수 있다는 생각을 하게 된 것이다. 그러니까 범주 이론은 집합론의 메타 이론이고, 어떤 의미에서 집합론이 집합을 주 대상으로 하고 이로부터 함수가 파생되어 나온 구조를 가지고 있다면, 범주 이론은 함수(morphism)이 주 대상이고 이로부터 대상의 성질이 파생되어 나오는 것을 연구하는 소위 집합론에 이중(dual)적인 형태의 이론으로 자리잡게 되었다.
초기에는 이런 새로운 방법론이 집합론이 다루지 못했던 새로운 문제를 해결하리라고 생각했지만 이런 일은 일어나기 힘들다는 것을 알게 되었고, 따라서 매우 효율적인 언어임에는 틀림 없지만 집합론을 하는 것보다 더 알려주는 것은 없다는 비판을 받게 된다. 그러나 이 언어는 현대 수학의 모든 부분에서 집합만을 다루는 것보다 훨씬 편리하고 직관적이어서 현대수학의 언어로 자리매김하였다. 그런데 이후 수십년이 지나면서 여러 다른 곳에서 이 개념을 가져다 쓰게 되었다. 우선 컴퓨터에서 네트워크를 연결할 때 그 연결 네트워크의 구조를 그쪽 이론에서 보통 토폴로지(topology)라고 부르는데 이것이 컴퓨터의 내부와는 무관하므로 컴퓨터를 한 점이라고 보아 대상(object)이라고 부르고 네트워크가 연결되면 사상이 하나 있다는 식으로 사용하기 시작하여 범주이론의 정리들을 거기 적용하였다. 한편 훨씬 더 시간이 지나 최근에는 논리학에서 어떤 논리학을 범주와 사상으로 설명하고 이를 바탕으로 확장된 논리학을 만들어나가는 등의 이론이 새로 생겨 양자논리 라는 등의 새로운 시도가 되고 있다. 이 이론은 층(sheaf)의 이론과 맞물려 논리학 자체가 또 다른 방향으로 매우 추상적인 수학으로 변모해 나가는 것을 보여준다.

## 참고 문헌
- Mac Lane, Saunders (1998). 《Categories for the working mathematician》. Graduate Texts in Mathematics (영어) 5 2판. Springer. doi:10.1007/978-1-4757-4721-8. ISBN 978-1-4419-3123-8. ISSN 0072-5285. MR 1712872. Zbl 0906.18001.
- Awodey, Steve (2010). 《Category Theory》. Oxford Logic Guides (영어) 49 2판. Oxford University Press. ISBN 978-0-19-958736-0. MR 2668552. Zbl 1194.18001.
- Barr, Michael; Charles Wells (2012). 《Category Theory for Computing Science》. Reprints in Theory and Applications of Categories (영어) 22 3판. MR 2981171. Zbl 1253.18001. 2015년 1월 15일에 원본 문서에서 보존된 문서. 2014년 9월 22일에 확인함.
- Bucur, Ion; Aristide Deleanu (1968). 《Introduction to the theory of categories and functors》. Pure and Applied Mathematics (영어) 19. Wiley. MR 0236236. Zbl 0197.29205.
- Adamek, Jiri; Horst Herrlich, George Strecker (2006). “Abstract and concrete categories: the joy of cats”. 《Reprints in Theory and Applications of Categories》 (영어) 17: 1–507. Zbl 1113.18001.

## 주요 개념들
- 범주
- 사상(morphism)
- 쌍대성(duality)
- 함자(functor)
  - 수반 함자(adjoint functor)
- 토포스(topos)
- 모노이드(monoid)

## 같이 보기
- 영역 이론
- 오퍼라드 이론